# Saint Joseph's Abbey

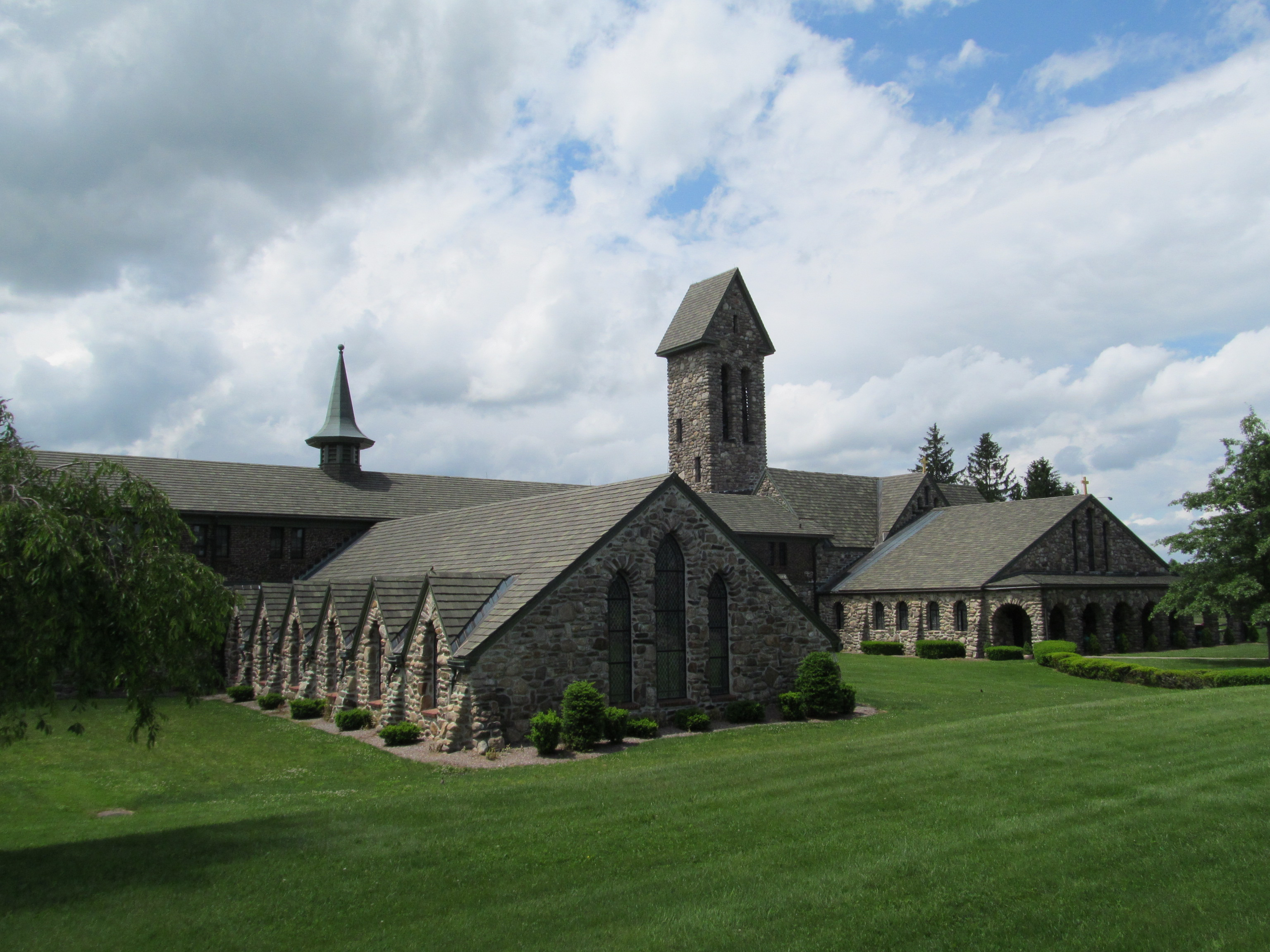
St. Joseph's Abbey in Spencer (Massachusetts).

St. Joseph's Abbey is een klooster van de katholieke trappistenorde in Spencer, centraal gelegen in de Amerikaanse staat Massachusetts. Het klooster werd in 1950 gesticht door paters uit Rhode Island. De kloosterlingen leven volgens de regel van Benedictus en enkelen van hen waren in de jaren 1970 rechtstreeks betrokken bij het tot stand komen van de centering prayer-methode, een vorm van contemplatief christelijk gebed.
De abdij produceert onder andere confituur om in haar eigen onderhoud te voorzien. Met de hulp van de paters van de Belgische Abdij Notre-Dame de Scourmont (Chimay) bouwde men er in 2013 een brouwerij uit, waar Spencer Trappist Ale, het tiende trappistenbier - het eerste buiten Europa - gebrouwen wordt. Het bier kreeg op 10 december 2013 reeds het label "Authentic Trappist Product" van de Internationale Vereniging Trappist.